# Aillutticus montanus
Aillutticus montanus är en spindelart som beskrevs av Ruiz, Brescovit 2006. Aillutticus montanus ingår i släktet Aillutticus och familjen hoppspindlar. Inga underarter finns listade i Catalogue of Life.